# Badalona Dracs
I Badalona Dracs sono la squadra di football americano di Badalona, in Spagna.

## Storia
Fondati nel 1987 come Badalona Drags, cambiarono successivamente il nome in Badalona Dracs. Debuttarono nel 1988 nel campionato e nella supercoppa catalani.

## Dettaglio stagioni

### Tornei nazionali

#### Campionato

##### LNFA Elite/LNFASerie A
| Stagione | regular season | regular season | regular season | regular season | regular season | regular season | playoff | playoff | playoff | playoff | playoff | playoff    | playoff                |
|          | Vin            | Par            | Per            | Tot            | PF             | PS             | Vin     | Per     | Tot     | PF      | PS      | risultato  | avversaria             |
| -------- | -------------- | -------------- | -------------- | -------------- | -------------- | -------------- | ------- | ------- | ------- | ------- | ------- | ---------- | ---------------------- |
| 2013     | 8              | 1              | 1              | 10             | 228            | 120            | 1       | 1       | 2       | 35      | 30      | Finale     | L'Hospitalet Pioners   |
| 2014     | 9              | 0              | 1              | 10             | 386            | 184            | 2       | 0       | 2       | 62      | 38      | Campioni   | Valencia Firebats      |
| 2015     | 7              | 0              | 3              | 10             | 332            | 94             | 1       | 1       | 2       | 62      | 36      | Finale     | Valencia Firebats      |
| 2016     | 8              | 0              | 0              | 8              | 422            | 72             | 2       | 0       | 2       | 90      | 17      | Campioni   | Valencia Firebats      |
| 2017     | 9              | 0              | 1              | 10             | 430            | 119            | 2       | 0       | 2       | 77      | 27      | Campioni   | Reus Imperials         |
| 2018     | 6              | 0              | 0              | 6              | 278            | 35             | 3       | 0       | 3       | 159     | 38      | Campioni   | Murcia Cobras          |
| 2019     | 8              | 0              | 0              | 8              | 418            | 66             | 3       | 0       | 3       | 136     | 26      | Campioni   | Las Rozas Black Demons |
| 2020     | 5              | 0              | 0              | 5              | 196            | 101            | -       | -       | -       | -       | -       | -          | -                      |
| 2021     | 7              | 0              | 1              | 8              | 254            | 100            | 2       | 0       | 2       | 52      | 21      | Campioni   | Las Rozas Black Demons |
| 2022     | 6              | 0              | 2              | 8              | 292            | 142            | 0       | 1       | 1       | 7       | 39      | Semifinale | Osos de Rivas          |
| Totale   | 73             | 1              | 9              | 83             | 3236           | 1033           | 16      | 3       | 19      | 680     | 272     |            |                        |

Fonti: Enciclopedia del Football - A cura di Roberto Mezzetti

##### LNFA Femenina
| Stagione | regular season | regular season | regular season | regular season | regular season | regular season | playoff | playoff | playoff | playoff | playoff | playoff   | playoff    |
|          | Vin            | Par            | Per            | Tot            | PF             | PS             | Vin     | Per     | Tot     | PF      | PS      | risultato | avversaria |
| -------- | -------------- | -------------- | -------------- | -------------- | -------------- | -------------- | ------- | ------- | ------- | ------- | ------- | --------- | ---------- |
| 2014     | 0              | 0              | 5              | 5              | 66             | 148            | -       | -       | -       | -       | -       | -         | -          |
| 2016     | 0              | 0              | 5              | 5              | 6              | 214            | -       | -       | -       | -       | -       | -         | -          |
| 2017     | 0              | 0              | 8              | 8              | 4              | 288            | -       | -       | -       | -       | -       | -         | -          |
| 2018     | 0              | 0              | 8              | 8              | 14             | 274            | -       | -       | -       | -       | -       | -         | -          |
| 2019     | 0              | 0              | 8              | 8              | 34             | 418            | -       | -       | -       | -       | -       | -         | -          |
| Totale   | 0              | 0              | 34             | 34             | 124            | 1342           | -       | -       | -       | -       | -       |           |            |

Fonti: Enciclopedia del Football - A cura di Roberto Mezzetti

##### LNFA Femenina 7×7
| Stagione | regular season | regular season | regular season | regular season | regular season | regular season | playoff | playoff | playoff | playoff | playoff | playoff   | playoff    |
|          | Vin            | Par            | Per            | Tot            | PF             | PS             | Vin     | Per     | Tot     | PF      | PS      | risultato | avversaria |
| -------- | -------------- | -------------- | -------------- | -------------- | -------------- | -------------- | ------- | ------- | ------- | ------- | ------- | --------- | ---------- |
| 2020     | 3              | 0              | 1              | 4              | 165            | 53             | -       | -       | -       | -       | -       | -         | -          |
| 2021     | 1              | 0              | 5              | 6              | 65             | 205            | -       | -       | -       | -       | -       | -         | -          |
| Totale   | 4              | 0              | 6              | 10             | 230            | 258            | -       | -       | -       | -       | -       |           |            |

Fonti: Enciclopedia del Football - A cura di Roberto Mezzetti

#### Coppa
| Stagione | regular season | regular season | regular season | regular season | regular season | regular season | playoff | playoff | playoff | playoff | playoff | playoff          | playoff                |
|          | Vin            | Par            | Per            | Tot            | PF             | PS             | Vin     | Per     | Tot     | PF      | PS      | risultato        | avversaria             |
| -------- | -------------- | -------------- | -------------- | -------------- | -------------- | -------------- | ------- | ------- | ------- | ------- | ------- | ---------------- | ---------------------- |
| 2007-08  | -              | -              | -              | -              | -              | -              | 0       | 1       | 1       | 14      | 35      | Quarti di finale | L'Hospitalet Pioners   |
| 2008-09  | -              | -              | -              | -              | -              | -              | 2       | 1       | 3       | 19      | 21      | Finale           | Osos de Rivas          |
| 2012     | -              | -              | -              | -              | -              | -              | 0       | 1       | 1       | 9       | 16      | Wild Card        | Las Rozas Black Demons |
| 2013     | -              | -              | -              | -              | -              | -              | 1       | 1       | 2       | 58      | 44      | Finale           | L'Hospitalet Pioners   |
| 2017     | -              | -              | -              | -              | -              | -              | 1       | 0       | 1       | 26      | 7       | Campioni         | Las Rozas Black Demons |
| 2018     | -              | -              | -              | -              | -              | -              | 2       | 0       | 2       | 71      | 10      | Campioni         | Las Rozas Black Demons |
| 2019     | -              | -              | -              | -              | -              | -              | 3       | 0       | 3       | 72      | 10      | Campioni         | Las Rozas Black Demons |
| 2021     | -              | -              | -              | -              | -              | -              | 2       | 0       | 2       | 53      | 13      | Campioni         | Las Rozas Black Demons |
| Totale   | -              | -              | -              | -              | -              | -              | 11      | 4       | 15      | 315     | 156     |                  |                        |

Fonti: Enciclopedia del Football - A cura di Roberto Mezzetti

### Tornei internazionali

#### European Football League (1986-2013)
| Stagione | regular season | regular season | regular season | regular season | regular season | regular season | playoff | playoff | playoff | playoff | playoff | playoff    | playoff       |
|          | Vin            | Par            | Per            | Tot            | PF             | PS             | Vin     | Per     | Tot     | PF      | PS      | risultato  | avversaria    |
| -------- | -------------- | -------------- | -------------- | -------------- | -------------- | -------------- | ------- | ------- | ------- | ------- | ------- | ---------- | ------------- |
| 2004     | 2              | 0              | 0              | 2              | 59             | 21             | 0       | 1       | 1       | 19      | 55      | Semifinale | Lions Bergamo |
| 2005     | 0              | 0              | 2              | 2              | 20             | 81             | -       | -       | -       | -       | -       | -          | -             |
| 2010     | 1              | 0              | 1              | 2              | 30             | 36             | -       | -       | -       | -       | -       | -          | -             |
| 2011     | 0              | 0              | 2              | 2              | 20             | 128            | -       | -       | -       | -       | -       | -          | -             |
| 2012     | 0              | 0              | 2              | 2              | 12             | 74             | -       | -       | -       | -       | -       | -          | -             |
| Totale   | 3              | 0              | 7              | 10             | 141            | 340            | 0       | 1       | 1       | 19      | 55      |            |               |

Fonti: Enciclopedia del Football - A cura di Roberto Mezzetti

#### ECTC
| Stagione | regular season | regular season | regular season | regular season | regular season | regular season | playoff | playoff | playoff | playoff | playoff | playoff   | playoff    |
|          | Vin            | Par            | Per            | Tot            | PF             | PS             | Vin     | Per     | Tot     | PF      | PS      | risultato | avversaria |
| -------- | -------------- | -------------- | -------------- | -------------- | -------------- | -------------- | ------- | ------- | ------- | ------- | ------- | --------- | ---------- |
| 2019     | 1              | 0              | 1              | 2              | 62             | 76             | -       | -       | -       | -       | -       | -         | -          |
| Totale   | 1              | 0              | 1              | 2              | 62             | 76             | -       | -       | -       | -       | -       |           |            |

Fonti: Enciclopedia del Football - A cura di Roberto Mezzetti

#### BIG6 European Football League
| Stagione | regular season | regular season | regular season | regular season | regular season | regular season | playoff | playoff | playoff | playoff | playoff | playoff   | playoff    |
|          | Vin            | Par            | Per            | Tot            | PF             | PS             | Vin     | Per     | Tot     | PF      | PS      | risultato | avversaria |
| -------- | -------------- | -------------- | -------------- | -------------- | -------------- | -------------- | ------- | ------- | ------- | ------- | ------- | --------- | ---------- |
| 2017     | 0              | 0              | 2              | 2              | 33             | 101            | -       | -       | -       | -       | -       | -         | -          |
| Totale   | 0              | 0              | 2              | 2              | 33             | 101            | -       | -       | -       | -       | -       |           |            |

Fonti: Enciclopedia del Football - A cura di Roberto Mezzetti

#### European Football League (dal 2014)
| Stagione | regular season | regular season | regular season | regular season | regular season | regular season | playoff | playoff | playoff | playoff | playoff | playoff   | playoff                |
|          | Vin            | Par            | Per            | Tot            | PF             | PS             | Vin     | Per     | Tot     | PF      | PS      | risultato | avversaria             |
| -------- | -------------- | -------------- | -------------- | -------------- | -------------- | -------------- | ------- | ------- | ------- | ------- | ------- | --------- | ---------------------- |
| 2014     | 1              | 0              | 1              | 2              | 42             | 31             | 0       | 1       | 1       | 0       | 40      | EFL Bowl  | Kiel Baltic Hurricanes |
| 2015     | 1              | 0              | 1              | 2              | 24             | 56             | -       | -       | -       | -       | -       | -         | -                      |
| 2016     | 1              | 0              | 1              | 2              | 53             | 90             | -       | -       | -       | -       | -       | -         | -                      |
| 2018     | 1              | 0              | 1              | 2              | 47             | 43             | -       | -       | -       | -       | -       | -         | -                      |
| Totale   | 4              | 0              | 4              | 8              | 166            | 220            | 0       | 1       | 1       | 0       | 40      |           |                        |

Fonti: Enciclopedia del Football - A cura di Roberto Mezzetti

#### EFAF Cup
| Stagione | regular season | regular season | regular season | regular season | regular season | regular season | playoff | playoff | playoff | playoff | playoff | playoff   | playoff    |
|          | Vin            | Par            | Per            | Tot            | PF             | PS             | Vin     | Per     | Tot     | PF      | PS      | risultato | avversaria |
| -------- | -------------- | -------------- | -------------- | -------------- | -------------- | -------------- | ------- | ------- | ------- | ------- | ------- | --------- | ---------- |
| 2013     | 0              | 0              | 2              | 2              | 28             | 47             | -       | -       | -       | -       | -       | -         | -          |
| Totale   | 0              | 0              | 2              | 2              | 28             | 47             | -       | -       | -       | -       | -       |           |            |

Fonti: Enciclopedia del Football - A cura di Roberto Mezzetti

### Tornei locali

#### Campionato catalano femminile
| Stagione | regular season | regular season | regular season | regular season | regular season | regular season | playoff | playoff | playoff | playoff | playoff | playoff      | playoff              |
|          | Vin            | Par            | Per            | Tot            | PF             | PS             | Vin     | Per     | Tot     | PF      | PS      | risultato    | avversaria           |
| -------- | -------------- | -------------- | -------------- | -------------- | -------------- | -------------- | ------- | ------- | ------- | ------- | ------- | ------------ | -------------------- |
| 2016     | 0              | 0              | 4              | 4              | 0              | 162            | 0       | 2       | 2       | 6       | 55      | Quarto posto | L'Hospitalet Pioners |
| Totale   | 0              | 0              | 4              | 4              | 0              | 162            | 0       | 2       | 2       | 6       | 55      |              |                      |

Fonti: Enciclopedia del Football - A cura di Roberto Mezzetti

### Riepilogo fasi finali disputate
| Anno                | Luogo               | Evento         | Fase del torneo      | Incontro                                | Risultato |
| 12 giugno 2004      | Osio Sotto          | EFL            | Semifinale           | Lions Bergamo - Badalona Drags          | 55 - 19   |
| 2007                |                     | Copa de España | Quarti di finale     | Badalona Dracs - L'Hospitalet Pioners   | 14 - 35   |
| 7 febbraio 2009     | Rivas-Vaciamadrid   | Copa de España | Semifinale           | Osos de Rivas - Badalona Dracs          | 7 - 0     |
| 11-18 novembre 2012 |                     | Copa de España | Semifinale           | Las Rozas Black Demons - Badalona Dracs | 16 - 9    |
| 1º giugno 2013      | Badalona            | LNFA Elite     | Finale               | L'Hospitalet Pioners - Badalona Dracs   | 24 - 0    |
| 7 dicembre 2013     | Badalona            | Copa de España | Finale               | L'Hospitalet Pioners - Badalona Dracs   | 31 - 27   |
| 15 giugno 2014      |                     | Serie A        | Finale               | Badalona Dracs - Valencia Firebats      | 24 - 18   |
| 19 luglio 2014      | Kiel                | EFL            | EFL Bowl             | Kiel Baltic Hurricanes - Badalona Dracs | 40 - 0    |
| 20 giugno 2015      |                     | Serie A        | Finale               | Valencia Firebats - Badalona Dracs      | 30 - 20   |
| 29 maggio 2016      |                     | LCFA Femení    | Finale 3º - 4º posto | L'Hospitalet Pioners - Badalona Dracs   | 37 - 0    |
| 18 giugno 2016      | Calatayud           | Serie A        | Finale               | Badalona Dracs - Valencia Firebats      | 41 - 14   |
| 3 giugno 2017       | Reus                | Serie A        | Finale               | Badalona Dracs - Reus Imperials         | 56 - 14   |
| 25 novembre 2017    | La Pobla de Farnals | Copa de España | Finale               | Badalona Dracs - Las Rozas Black Demons | 26 - 7    |
| 2 giugno 2018       | Murcia              | Serie A        | Spanish Bowl         | Murcia Cobras - Badalona Dracs          | 26 - 33   |
| 15 dicembre 2018    | Guadalajara         | Copa de España | Finale               | Badalona Dracs - Las Rozas Black Demons | 24 - 0    |
| 25 maggio 2019      | Murcia              | Serie A        | Spanish Bowl         | Badalona Dracs - Las Rozas Black Demons | 47 - 6    |
| 15 dicembre 2019    | El Masnou           | Copa de España | Finale               | Badalona Dracs - Las Rozas Black Demons | 15 - 3    |
| 15 maggio 2021      | Badalona            | Serie A        | Spanish Bowl         | Las Rozas Black Demons - Badalona Dracs | 21 - 31   |
| 26 giugno 2021      | Badalona            | Copa de España | Finale               | Badalona Dracs - Las Rozas Black Demons | 14 - 7    |
| 7 maggio 2022       |                     | Serie A        | Semifinale           | Osos de Rivas - Badalona Dracs          | 39 - 7    |

## Palmarès
- 11 Campionati spagnoli (1998, 1999, 2002, 2003, 2004, 2014, 2016, 2017, 2018, 2019, 2021)
- 7 Coppe di Spagna (1999, 2004, 2016, 2017, 2018, 2019, 2021)
- 1 Campionato spagnolo juniores (2012)
- 1 Campionato catalano (1988-89)
- 2 Campionati catalani femminili (1998-98, 1998-99)
- 7 Supercoppe (Coppe) di Catalogna (2003, 2010, 2011, 2012, 2013, 2014, 2015)
- 2 Campionati catalani juniores (2011, 2012)
- 1 Campionato catalano juniores a 7 (2003)